# Дасаретида
Дасаретида в Древността е наричана областта югозападно от Охридското езеро, обхващаща поречията на Девол и Осум с районите около днешните албански градове Корча и Берат. Дължи името си на дексарите (дасаретите) – народ от епирската племенна група хаони, който я населява през VI в. пр. Хр. През първата половина на IV в. пр. Хр. Дасаретия вече е сред земите, подчинени на илирийския владетел Бардилис. Македонският цар Филип II завладява областта и тук през 335 г. пр. Хр. Александър Велики се сражава с Клейтос, въстаналия син на Бардилис. По това време известна крепост в Дасаретия е Пелион (в Корчанското поле). Малко по-късно регентът Антипатър основава в западната част на областта, близо до днешен Берат, друг опорен пункт на македоните – Антипатрия. През Втората македонска война (200–197 г. пр. Хр.) Дасаретия е завладяна от римляните.